# 트레이드윈즈 스퀘어 타워
트레이드윈즈 스퀘어 타워(스페인어: Menara Tradewinds Square)는 말레이시아 쿠알라룸푸르에 제안된 마천루다.

## 같이 보기
- 타워 M
- 메르데카 118
- 말레이시아의 마천루 목록